# カクレガメ
カクレガメ (Elusor macrurus) は、爬虫綱カメ目ヘビクビガメ科カクレガメ属に分類されるカメ。本種のみでカクレガメ属を構成する。

## 分布
オーストラリア（マレー川水系）

## 形態
最大甲長40.3センチメートル。第1椎甲板は第2椎甲板と同じ横幅か、もしくは第1椎甲板が幅広い。背甲の色彩は褐色や暗褐色。腹甲は小型で、細長い。左右の喉甲板の間にある甲板（間喉甲板）は小型で、左右の肩甲板は接する。腹甲の色彩は灰色や淡黄色。
頭部はやや小型で、下顎に牙状の突起が左右に1つずつある。眼には瞬膜の痕跡がある。頸部は短い。後肢の爪のある趾は5本。総排出口にある袋状の器官（粘膜嚢、副膀胱）がやや発達するが、この器官を用いてガス交換を行いほとんど空気呼吸を行わないハヤセガメほどではなく空気呼吸を行う。尾は長く、側偏する。種小名macrurusは、古代ギリシャ語で「長い尾」の意。
幼体は背甲が上から見ると円形で、椎甲板に筋状の盛りあがり（キール）がある。縁甲板の後縁が、鋸状に尖る。成長に伴い背甲は細長くなり、椎甲板のキールや縁甲板の突起も消失する。
オスは尾が太いうえに非常に長く、最大で甲長の70 %に達する。

## 分類
1961年頃にはペットとしてオーストラリア国内で飼育下繁殖個体とされる幼体が流通しているのが発見されていたものの、1990年代にブリスベン周辺での分布が確認されるまで約30年間も分布が不明な未記載種だった。属名Elusorは「未発見の・気づかれない」の意で、習性や前述の未記載種だったことに由来する。
ヘビクビガメ科内ではハヤセガメ属に最も近縁とされる。

## 生態
岩や流木の多い、流れの緩やかな河川に生息する。半水棲で、しばしば日光浴のために上陸する。
食性は雑食で、水生植物や藻類、二枚貝などを食べる。

## 人間との関係
分布が限定的で、元々の生息数も少ないと考えられている。上流域での土砂採取による水質汚濁で食物が減少しており、影響が懸念されている。